# Скофилд, Пол
Дэ́вид Пол Ско́филд (англ. David Paul Scofield, 21 января 1922[…], Западный Суссекс — 19 марта 2008[…], Суссекс, Юго-Восточная Англия) — британский актёр, который получил известность блестящим исполнением ролей в пьесах Шекспира. Командор ордена Британской империи.

## Биография
10 апреля 1967 года 45-летний Скофилд был удостоен премии «Оскар» за лучшую мужскую роль — он сыграл Томаса Мора в британской исторической драме «Человек на все времена». Скофилд не присутствовал на церемонии награждения.
Одно время служил директором Королевской шекспировской компании и Национального театра, но отказался принять рыцарский титул, предложенный ему королевой.
19 марта 2008 года актёр скончался в больнице, находящейся недалеко от его дома на юге Великобритании. Причиной смерти стала лейкемия, от которой он страдал в течение многих лет.

## Фильмография
- 1955 — Эта леди / That Lady — Филипп II, король Испании
- 1958 — И с гордостью её пишите имя[англ.] / Carve Her Name with Pride — Тони Фрейзер
- 1964 — Поезд / The Train — Полковник фон Вальдхайм
- 1957—1966 — / «ITV Play of the Week» … Doctor Gary Lewis (2 эпизода)
- 1966 — Человек на все времена / A Man for All Seasons — Томас Мор
- 1968 — / Tell Me Lies
- 1969 — / Male of the Species (ТВ) … Sir Emlyn Bowen, Q. C.
- 1969 — / «ITV Saturday Night Theatre» … Sir Emlyn Bowen, Q.C. (1 эпизод)
- 1970 — Бартлби / Bartleby … Ответчик / The Accountant
- 1970 — Нижинский: Незаконченный проект / Nijinsky: Unfinshed Project — Дягилев
- 1971 — Король Лир / King Lear — Король Лир
- 1973 — Скорпион / Scorpio — Жарков, суперагент КГБ
- 1973 — Неустойчивое равновесие (Тонкое равновесие) / A Delicate Balance … Tobias
- 1975 — / «Shades of Greene» … Fennick (1 эпизод)
- 1977 — / «BBC Play of the Month» … Lewis Lambert Strether (1 эпизод)
- 1980 — Проклятие Гробницы Тутанхамона (Тутанхамон: Проклятие Гробницы) / The Curse of King Tut’s Tomb (ТВ) (голос) … Рассказчик
- 1982 — / «BBC2 Playhouse» … Hugo Latymer / … (2 эпизода)
- 1983 — / Ill Fares the Land (голос)
- 1984 — / Summer Lightning … Old Robert Clarke
- 1985 — 1919 / 1919 … Alexander Scherbatov
- 1985 — Анна Каренина / Anna Karenina (ТВ) — Каренин
- 1987 — / Mister Corbett’s Ghost (ТВ) … Mr. Corbett
- 1988 — / The Attic: The Hiding of Anne Frank (ТВ) — Отто Франк
- 1989 — Когда приплывают киты / When the Whales Came … The Birdman
- 1989 — Генрих V / Henry V — Карл VI Французский
- 1990 — Гамлет / Hamlet — Призрак
- 1992 — / Utz — Доктор Вацлав Орлик
- 1994 — Телевикторина / Quiz Show … Mark Van Doren
- 1994 — / Genesi: La creazione e il diluvio (ТВ) (голос) … Рассказчик / Noah
- 1994 — Мартин Чезлвит / «Martin Chuzzlewit» … Anthony Chuzzlewit (6 эпизодов)
- 1996 — Маленькие всадники / The Little Riders (ТВ) … Grandpa Roden
- 1996 — Суровое испытание / The Crucible — Судья Томас Данфордт
- 1999 — Ферма животных (Скотный двор) / Animal Farm (ТВ) (голос) … Boxer